# Марк Эмилий Скавр (сын Муции Терции)
Марк Эми́лий Скавр (лат. Marcus Aemilius Scaurus; умер после 31 года до н. э.) — римский аристократ и военный деятель. Сын претора 56 года до н. э. того же имени и Муции Терции, которая в предыдущем браке была женой Гнея Помпея Великого. В гражданских войнах занимал сторону своего единоутробного брата Секста Помпея и в 36 году до н. э. сопровождал его в бегстве на Восток. После гибели Секста Скавр перешёл к Марку Антонию, сражался на его стороне при Акции в 31 году до н. э. и был помилован Октавианом по просьбе Муции.
Сыном Марка Эмилия был Мамерк Эмилий Скавр, поэт и оратор.